# 157747 Mandryka
157747 Mandryka este o planetă minoră (asteroid) din centura de asteroizi. A fost descoperită pe 2 februarie 2006 la Tenagra II Observatory⁠(d) de Jean-Claude Merlin⁠(d) și a fost numită după Nikita Mandryka⁠(d). 
Obiectul prezintă o orbită caracterizată de o semiaxă mare de 3,1283350949362 UAi, o excentricitate de 0,2, o înclinație de 18,2 ° în raport cu ecliptica.